# SzGV M-1 bis M-4
Die Lokomotiven SzGV M-1 bis M-4 gehörten der mit Bosnischer Spurweite erbauten Szegediner Schmalspurbahn („Szegedi Gazdasági Vasút“, SzGV) und waren die ersten in Ungarn gebauten Diesellokomotiven. Eine Lokomotive ist erhalten geblieben und wird bei der Kindereisenbahn Budapest betriebsfähig aufgearbeitet.

## Geschichte

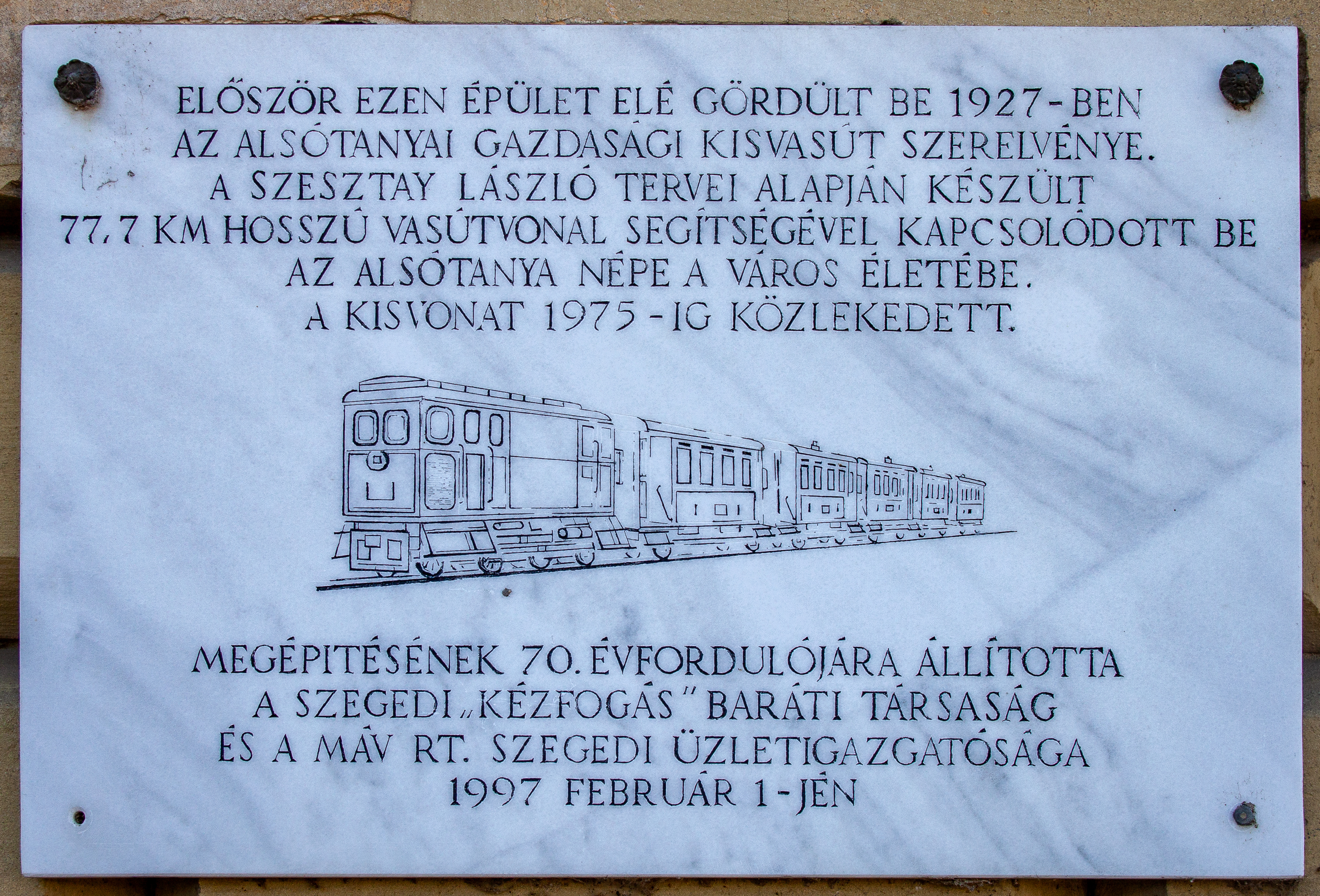
Darstellung eines Zuges der Szegediner Schmalspurbahn mit einer M495 auf einer Gedenktafel

Zur Eröffnung der Szegediner Schmalspurbahn wurde der Betrieb mit diesen vier Lokomotiven aufgenommen. Es war die erste in Ungarn gebaute Diesellokomotive sowie die erste mit vollständig dieselelektrischem Antrieb in Europa. Als eine ungarische Gemeinschaftsleistung wurden die Lokomotiven sowie die Motoren bei Láng in Budapest gefertigt, während die elektrische Ausrüstung von Ganz und der Hauptrahmen sowie die Aufbauten von MÁVAG beigesteuert wurden.
Mit dem Dieselmotor war ein Generator von 550 Volt verbunden, der die Energie für die vier in den Drehgestellen gelagerten Fahrmotoren lieferte. Mit ihnen konnte bei einer Anhängelast von 80 Tonnen eine Streckengeschwindigkeit von bis zu 45 km/h erreicht werden. Die Lokomotive konnte mit einer Tankfüllung 300 Kilometer fahren. Die Lok wurde auf der Weltausstellung in Barcelona 1929 gezeigt und mit einer Goldmedaille sowie auf mehreren anderen Messen mit dem ersten Preis ausgezeichnet. Ende der 1940er Jahre wurden die ursprünglichen Motoren von Láng durch Ganz JaR 135 ersetzt.
1971 wurden die Lokomotiven bei der Szegediner Schmalspurbahn ausgemustert und durch die Baureihe Mk48 ersetzt. Daraufhin wurden die Lokomotiven M-1, M-2 und M-3 vermutlich verschrottet. Lediglich die M-4 blieb erhalten und wurde von der Széchenyi-Museumsbahn in Nagycenk übernommen. 1991 wurde die Lokomotive als „abgestellt“ geführt, konnte jedoch in ihrer Zeit in Nagycenk bereits teilweise restauriert werden. 2001 wurde sie an die Kindereisenbahn Budapest abgegeben, mit dem Ziel, sie wieder betriebsfähig aufzuarbeiten. Beschränkten sich die Arbeiten zuerst auf die Sicherung der Lokomotive, so wurde 2010 mit der Instandsetzung begonnen, um die Lokomotive wieder mit dem Motor Ganz JaR 135 aus den 1940er Jahren in Betrieb zu nehmen.